# From the Green Hill
From the Green Hill från 1999 är ett musikalbum med den polske trumpetaren Tomasz Stańko. Med på albumet finns två nordiska musiker, basisten Anders Jormin från Sverige och trumslagaren Jon Christensen från Norge.

## Låtlista
Låtarna är skrivna av Tomasz Stańko om inget annat anges.
1. Domino (John Surman) – 8:06
2. Litania (Part One) (Krzysztof Komeda) – 2:42
3. Stone Ridge (John Surman) – 8:00
4. ... y despues de todo – 3:59
5. Litania (Part Two) (Krzysztof Komeda) – 2:07
6. Quintet's Time – 6:49
7. Pantronic – 3:07
8. The Lark in the Dark – 6:41
9. Love Theme from Farewell to Maria – 6:21
10. ... from the Green Hill – 7:46
11. Buschka – 7:11
12. Roberto Zucco – 2:57
13. Domino's Intro (John Surman) – 1:04
14. Argentyna – 6:49

## Medverkande
- Tomasz Stańko – trumpet
- John Surman – barytonsax, basklarinett
- Dino Saluzzi – bandoneon
- Michelle Makarski – violin
- Anders Jormin – bas
- Jon Christensen – trummor